# Waverly (comté de Franklin, New York)
Pour les articles homonymes, voir Waverly.
Waverly est une ville située dans le comté de Franklin, dans l'État de New York, aux États-Unis,. En 2010, elle comptait une population de 1 022 habitants.

## Démographie
Lors du recensement de 2010, la ville comptait une population de 1 022 habitants. .